# Гептадекан
Гептадекан — органическое вещество класса алканов с химической формулой C17H36. Впервые был искусственно получен Крафтом из гептадеканона С15Н31(СО)СН3.

## Изомерия
Для гептадекана теоретически возможно 24 894 изомера.

## Свойства
При нормальных условиях — твердое вещество с температурой плавления 22—24 °С и температурой кипения 301,8 °С. Как и все алканы, гептадекан имеет низкую химическую активность. Ему характерны реакции галогенирования, нитрования, окисления, изомеризации и другие.
{\displaystyle {\mathsf {C_{17}H_{36}+Cl_{2}\rightarrow C_{17}H_{35}Cl+HCl}}}
{\displaystyle {\mathsf {C_{17}H_{36}+HNO_{3}\rightarrow C_{17}H_{35}NO_{2}+H_{2}O}}}

## Получение
В 2013 году группой российских учёных был разработан способ получения н-гептадекана гидродеоксигенированием стеариновой кислоты. Данная реакция идёт в растворе 4-6% стеариновой кислоты в додекане в присутствии палладиевого катализатора в атмосфере водорода под давлением 0,5—0,7 МПа и при температуре 250—260°С.

## Применение
Гептадекан содержится в нефтепродуктах, и как один из компонентов входит в состав топлив.